# Tanush II Thopia
Tanush II Thopia (?-1467) was een Albanese militair en telg van de adellijke familie Thopia. Gedurende de Albanees-Ottomaanse oorlog was Tanush een van de commandanten bij de Liga van Lezhë. Hij was een van de belangrijkste compagnons van Skanderbeg.

## Biografie

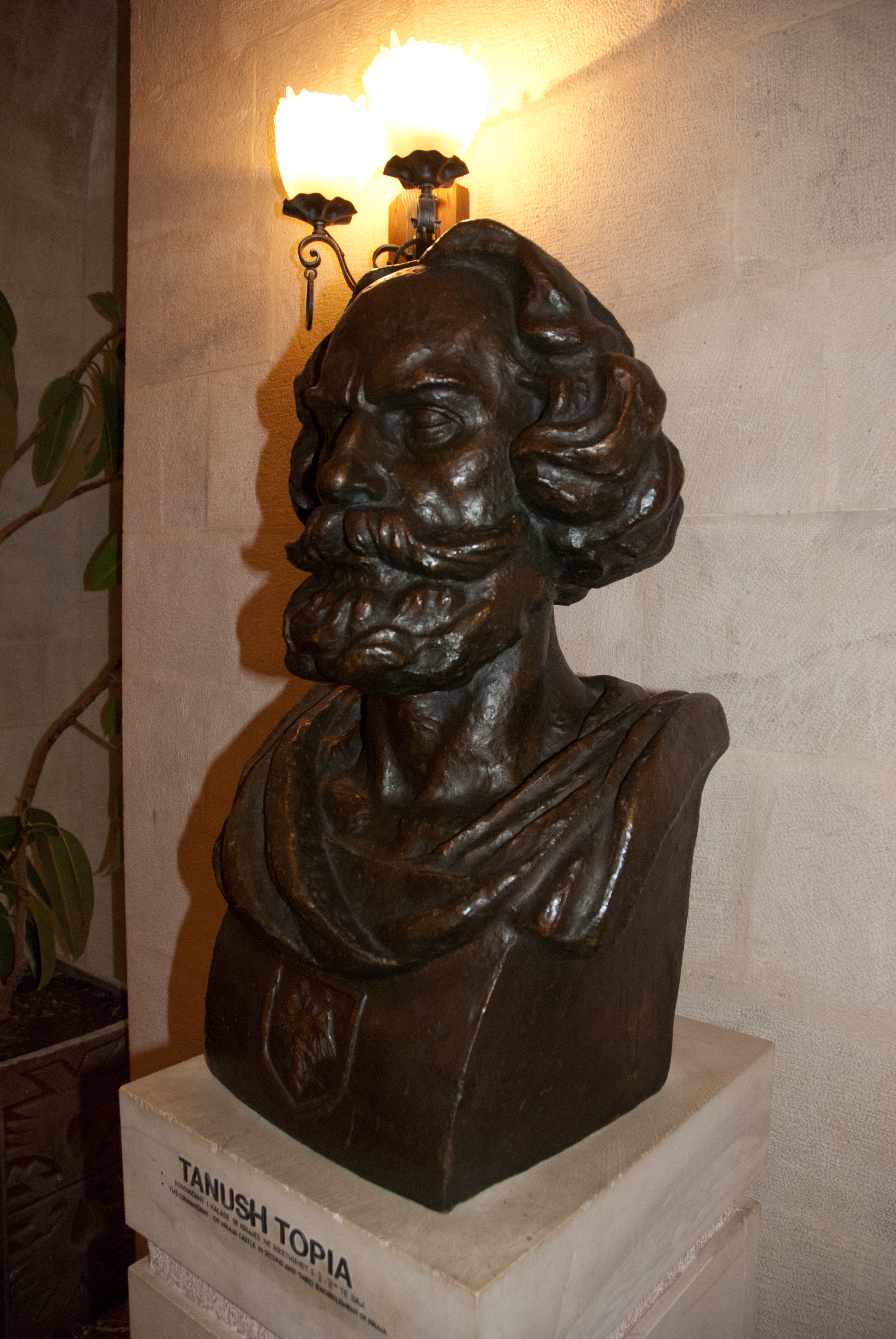
Borstbeeld van Tanush II Thopia.

Tanush II Thopia stamde af van de vorstelijke Thopia-dynastie die een succesvolle heerschappij kenden tussen de 14e en 15e eeuw in gebieden van het huidige Centraal-Albanië waarvan Niketa Thopia de laatste heerser was.

## Militaire loopbaan
In 1444 besloten de Albanese vorsten in een gewapend conflict het indringende Ottomaanse Rijk te bestrijden door zich te verenigen tot één staat, de Liga van Lezhë. Tanush II en zijn oom Andrea II Thopia, die over een gebied in Albanië heerste, waren bij dit verdrag aanwezig. Tanush II werd door zijn kwaliteiten als commandant een van de leiders van de Albanese troepen en vooraanstaande compagnon van Skanderbeg. De Liga behaalde opmerkelijke resultaten tegen het Ottomaanse Rijk met aanzienlijke overwinningen onder de aanvoer van onder anderen Tanush II. Na het tweede Beleg in Krujë verdwenen echter de sporen van Tanush II Thopia. Mogelijk werd hij in deze veldslag gedood door de Ottomanen. 
- Gemeinsame Normdatei: 1035626640
- Virtual International Authority File: 303710001
- WorldCat: E39PBJhmP6Kxj8XVtvBTW6HKVC